# Чьямберлано, Лука

Пророк Иона

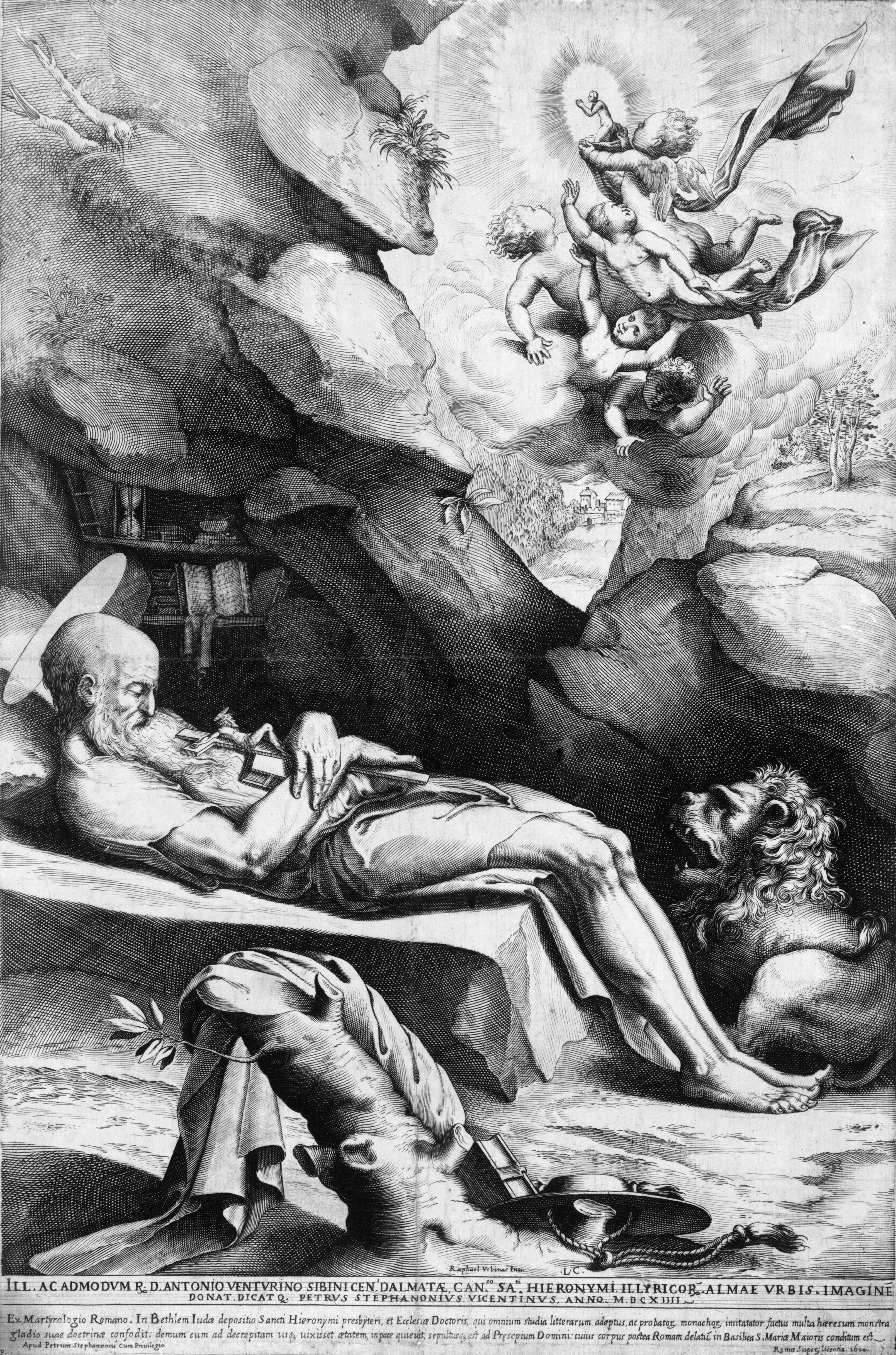
Умирающий Святой Иероним, 1614.

Лука Чьямберлано (итал. Luca Ciamberlano; ок. 1580, Урбино — 1641, Рим) — итальянский гравёр и живописец эпохи барокко. Доктор права.

## Биография

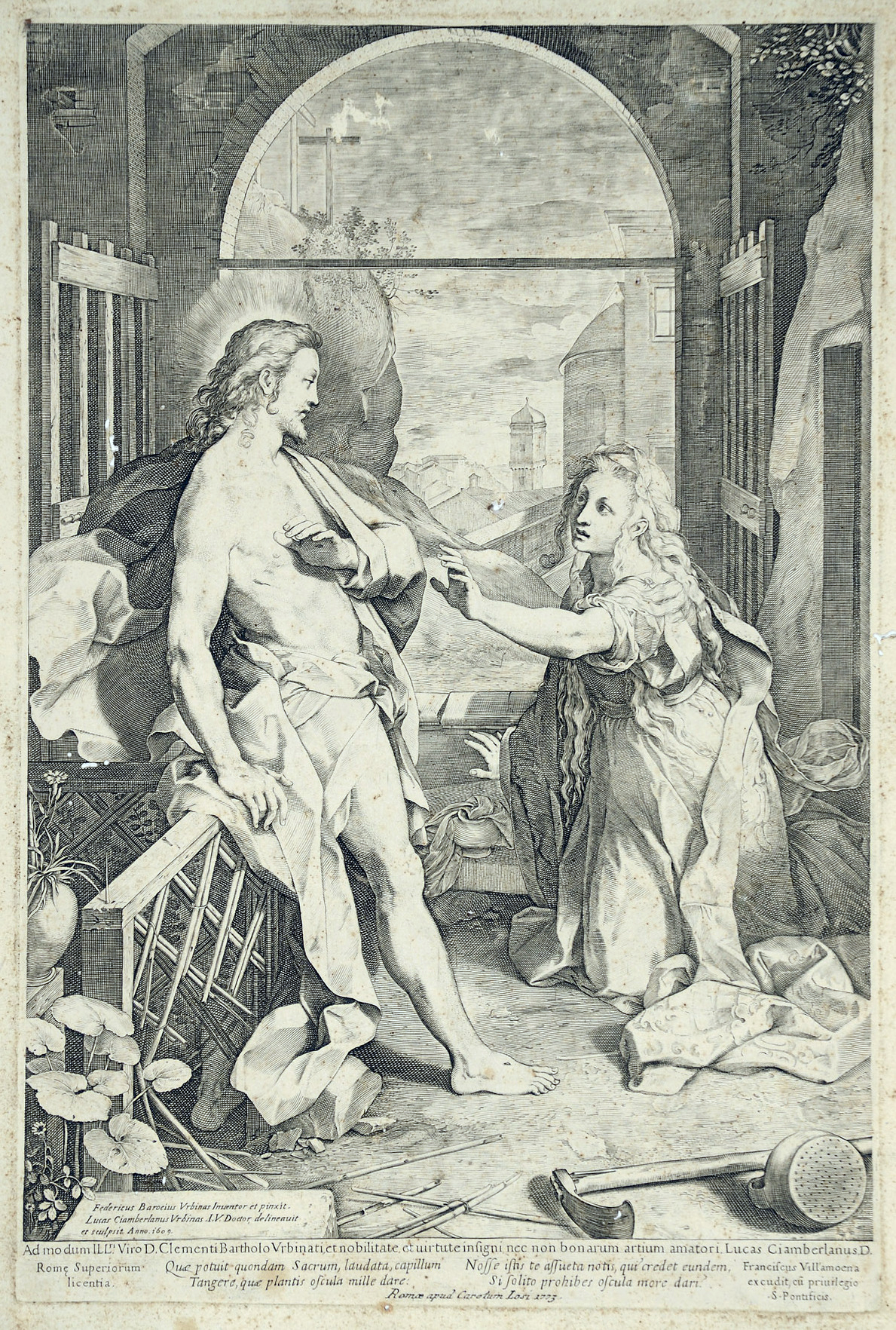
Noli Me Tangere. 1609

В молодости посвятил себя изучению гражданского права, стал доктором наук. Однако позже отказался от занятий юриспруденцией и полностью посвятил себя живописи, в частности гравюре. Со временем стал одним из ведущих художников-графиков и гравёров своего времени.
С 1599 до 1641 года он жил и творил в Риме, где создал 114 гравюр с собственных картин, а также с картин великих итальянских мастеров, в том числе, Агостино Карраччи.
В 1610—1612 годах сотрудничал с Гвидо Рени, создал ряд гравюр на основе рисунков Рени о жизни святого Филиппа, а в 1618—1620 годах работал с Пьетро да Кортона.
Лучшие из этих эстампов — «Святой Фома», «Ангелы с орудиями Страстей Господних» (9 листов), «Христос и апостолы», с картин Рафаэля, портрет урбинского герцога Франческо Мария II делла Ровере.
Приёмы его резца напоминают манеру Агостино Карраччи.

## Источник
- Чьямберлано, Лука // Энциклопедический словарь Брокгауза и Ефрона : в 86 т. (82 т. и 4 доп.). — СПб., 1890—1907.
- Биография Архивная копия от 8 марта 2016 на Wayback Machine  (итал.)